# Parti de l'Alliance des libéraux et des démocrates pour l'Europe
Pour les articles homonymes, voir ALDE.
Cet article concerne le parti politique européen. Pour le groupe parlementaire, voir Alliance des démocrates et des libéraux pour l'Europe.
Le Parti de l'Alliance des libéraux et des démocrates pour l'Europe (en anglais : Alliance of Liberals and Democrats for Europe Party, ALDE Party ou ALDE) est un parti politique européen, centriste et libéral qui prend ce nom en novembre 2012 du groupe parlementaire homonyme.
Constitué en mars 1976, comme Fédération des partis libéraux et démocrates en Europe, il devient, en 1986, Libéraux, Démocrates et Réformateurs européens (ELDR), puis Parti européen des démocrates, libéraux et réformateurs (ELDR) le 30 avril 2004. Il rassemble les partis politiques européens partageant les mêmes idéaux libéraux-démocrates et réformateurs et constitue le forum au sein duquel ses partis membres développent ensemble une politique concertée. L'ALDE, parti politique européen, prend la forme d'une association internationale sans but lucratif de droit belge financée en partie par le Parlement européen.
L'ELDR devient un parti politique européen en 1993 et continue depuis lors à se développer en taille et en importance sur la scène européenne. Il rassemble actuellement 58 partis libéraux-démocrates des États membres de l'Union européenne, y compris des nouveaux adhérents et du sud-est de l'Europe. Près d'un tiers de ses partis sont au gouvernement dans leur pays. Son président est l'ancien député européen néerlandais Hans van Baalen jusqu'à son décès en 2021. L'ALDE a également une organisation de jeunesse, le LYMEC, qui regroupe plus de 170 000 jeunes libéraux européens. Représentant un total de plus de 20 millions d'électeurs européens, l'ALDE se veut être un lien entre les citoyens et les institutions de l'Union européenne ; il est représenté au Parlement européen au sein du groupe Renew Europe.

## Historique
Les contacts internationaux entre les libéraux remontent à 1924 avec la création de l'Union mondiale libérale dans le cadre de la Société des Nations. En 1947, est relancée sous le nom d'Internationale libérale sur l'impulsion des libéraux belges et britanniques. Contrairement à d'autres Internationales, elle ne groupe pas les partis politiques eux-mêmes, mais des personnes occupant des fonctions importantes dans ces partis. Elle associe progressivement les membres du groupe libéral au Parlement européen dans ses travaux.
La Fédération des partis libéraux et démocrates en Europe (Federation of Liberal and Democrat Parties in Europe) est fondée le 26 mars 1976 après quatre ans de travaux préparatoires. Les membres du groupe libéral au parlement européen siège automatiquement au Congrès, comme ceux du Parti populaire européen. Le but de la Fédération est de veiller à ce que la Communauté européenne se développe en suivant les principes du libéralisme. Un programme commun est approuvé lors du Congrès qui se tient en novembre 1977 à Bruxelles ; la même année, la Fédération est renommée Libéraux et Démocrates européens (European Liberals and Democrats).
Le Mouvement des radicaux de gauche, en France, et le Parti social-libéral, au Danemark, font partie des membres fondateurs de la Fédération, mais en ressortent avant les élections européennes de 1979. Les sociaux-libéraux danois y reviendront en 1992.
En 1986, l'ELD est renommé Libéraux, Démocrates et Réformateurs européens (European Liberal Democrats and Reformists ou ELDR).
En décembre 1993, l'ELDR, qui gardait la forme de fédération, devient officiellement un parti.
Le 30 avril 2004, l'ELDR devient le Parti européen des démocrates, libéraux et réformateurs (European Liberal Democrat and Reform Party).
Le 10 novembre 2012, l'ELDR devient l'Alliance des libéraux et des démocrates pour l'Europe (ALDE Party ou ALDE). Le 4 mai 2017, l'ALDE est enregistrée en tant que parti politique européen.

## Organisation
Le travail de l'ALDE est basé sur une triple structure. Il est dirigé au jour le jour par le bureau du parti dont les membres sont directement élus par le Congrès.
- Président : Hans van Baalen, Pays-Bas, VVD ;
- Vice-présidents : Henrik Bach Mortensen (Danemark, Venstre), Dita Charanzová (République tchèque, ANO 2011), Ilhan Kyuchyuk (Bulgarie, Mouvement des droits et des libertés), Markus Löning (Allemagne, FDP), Timmy Dooley (Irlande, Fianna Fáil), Luis Garicano (Espagne, Ciudadanos), Fredrick Federley (Suède, Centern), Joanna Schmidt (Pologne, .Moderne), Annelou van Egmond (Pays-Bas, D’66).
- Trésorier : Gašper Koprivšek (Slovénie, SMC)

Le président, les vice-présidents et le trésorier sont élus tous les deux ans lors du Congrès annuel de l'ALDE, organe décisionnel suprême du parti. Le Congrès réunit les délégués de tous les partis membres, les membres du groupe ADLE, les commissaires libéraux et des représentants du LYMEC.
Au-delà du programme habituel du Congrès, celui-ci traite d'un sujet politique d'actualité et offre aux délégués un forum pour un débat de qualité. Voici les thèmes les plus récents du Congrès :
- « Préparer l'élargissement », 2000
- « L'avenir de l'Union », 2001
- « Plus de liberté pour plus de croissance », 2002
- « Libérer le potentiel de l'Europe », 2003
- « Œuvrer ensemble à une Europe compétitive », 2005
- « La Sécurité et la Défense intérieures de l’Union européenne », 2006
- « Une Europe libérale pour un monde de liberté », 2007
- « Les 12 étoiles de l’ELDR pour une Europe libérale », 2008
- « Les réponses des Libéraux pour une nouvelle forme de prospérité », 2009
- « Réponses libérales aux défis du Changement démographique », 2010

Entre deux réunions du Congrès, le Conseil ALDE est habilité à parler et agir au nom du Parti. Le Conseil se réunit deux fois par an et est constitué des représentants des partis membres de l'ALDE, des députés européens ADLE et des commissaires libéraux européens qui peuvent s'ils le souhaitent participer et parler aux réunions du Conseil.
Son rôle consiste essentiellement à approuver les demandes d'adhésion, à adopter le budget annuel, les contributions, les rapports d'audit et sur proposition du Bureau, à désigner le Secrétaire général de l'ALDE dont la tâche sera d'assister les organes du parti.
De plus le parti organise des réunions des leaders et des ministres ALDE. Celles-ci ont lieu au moins deux fois par an à la veille de la réunion du Conseil européen et permettent aux leaders politiques de ses partis membres, Premiers Ministres, ministres des affaires étrangères et commissaires libéraux, ainsi qu'aux autres personnalités qui leur sont apparentées et qui assistent au Sommet européen, de procéder à un échange de vues sur les sujets à l'ordre du jour du Conseil européen.
Le Parti dispose également d'un réseau de femmes libérales européennes et des groupes de travail suivants :
- Steering Committee
- Political Committee
- Committee on internal Rules

Une des principales tâches de l'ALDE consiste à rédiger tous les cinq ans en préparation de la campagne pour les élections européennes, le manifeste électoral ELDR. Ce manifeste formera la base du travail politique du groupe parlementaire du Parti ALDE.

## Financement
En tant que parti politique européen, ALDE a droit à un financement public européen, qu'il a reçu sans interruption depuis 2004.
Le graphique ci-dessous montre l'évolution du financement public européen reçu par ALDE.
Montant (€)Financement public européen des partis politiques européens01 000 0002 000 0003 000 0004 000 0005 000 0006 000 00020042008201220162020ALDE
Conformément au règlement sur les partis politiques européens et les fondations politiques européennes, ALDE collecte également des fonds privés pour cofinancer ses activités. En 2025, les partis européens doivent ainsi trouver au moins 10% de leurs dépenses remboursables auprès de sources privées, le reste pouvant être couvert par le financement public européen.
Le graphique ci-dessous montre l'évolution des contributions et des dons reçus par ALDE.
Montant (€)Contributions reçues par les partis politiques européens100 000150 000200 000250 000300 000350 000400 000450 000500 00020042008201220162020ALDE
Montant (€)Financement public européen des partis politiques européens050 000100 000150 000200 000250 00020042008201220162020ALDE

## Membres

### Partis membres
| Pays               | Parti                                                  | Chambre basse | Chambre haute | Parlement européen | Depuis |
| ------------------ | ------------------------------------------------------ | ------------- | ------------- | ------------------ | ------ |
| Andorre            | Libéraux d'Andorre (L)                                 | 0 / 28        |               | Pas dans l'UE      | 1996   |
| Andorre            | Action pour Andorre (ACC!Ó)                            | 1 / 28        |               | Pas dans l'UE      | 2022   |
| Allemagne          | Parti libéral-démocrate (FDP)                          | 0 / 630       | 2 / 69        | 5 / 96             | 1976   |
| Autriche           | NEOS - La nouvelle Autriche et le Forum libéral (NEOS) | 15 / 183      | 1 / 60        | 1 / 19             | 2014   |
| Belgique           | Mouvement réformateur (MR)                             | 14 / 150      | 7 / 60        | 2 / 21             | 1976   |
| Belgique           | Open Vlaamse Liberalen en Democraten (Open Vld)        | 12 / 150      | 5 / 60        | 2 / 21             | 1976   |
| Bosnie-Herzégovine | Notre parti (NS/HC)                                    | 2 / 42        | 0 / 15        | Pas dans l'UE      | 2016   |
| Bulgarie           | Nous continuons le changement (PP)                     | 17 / 240      |               | 2 / 17             | 2025   |
| Croatie            | Parti populaire croate - Démocrates libéraux (HNS)     | 1 / 151       |               | 1 / 12             | 2001   |
| Croatie            | Diète démocrate istrienne (IDS-DDI)                    | 3 / 151       |               | 1 / 12             | 2006   |
| Croatie            | Centre (Croatie)                                       | 2 / 151       |               | 0 / 12             | 2017   |
| Chypre             | Front démocratique (DIPA)                              | 4 / 56        |               | 0 / 6              | 2020   |
| Chypre             | Démocrates unis (EDI)                                  | 0 / 56        |               | 0 / 6              | 1996   |
| Danemark           | Radikale Venstre (B)                                   | 7 / 179       |               | 1 / 15             | 1992   |
| Danemark           | Venstre (V)                                            | 23 / 179      |               | 2 / 15             | 1976   |
| Danemark           | Modérés (M)                                            | 13 / 179      |               | 1 / 15             | 2025   |
| Espagne            | Ciudadanos (Cs)                                        | 0 / 350       | 0 / 266       | 0 / 61             | 2016   |
| Estonie            | Parti de la réforme d'Estonie (ERE)                    | 37 / 101      |               | 1 / 7              | 1995   |
| Finlande           | Parti du centre (KESK)                                 | 23 / 200      |               | 2 / 14             | 1992   |
| Finlande           | Parti populaire suédois de Finlande (SFP)              | 10 / 200      |               | 1 / 14             | 1992   |
| France             | Parti radical (RAD)                                    | 2 / 577       | 5 / 348       | 0 / 79             | 2018   |
| France             | Union des démocrates et indépendants (UDI)             | 7 / 577       | 23 / 348      | 1 / 79             | 2016   |
| Géorgie            | Stratégie Aghmashenebeli (en)                          | 2 / 150       |               | Pas dans l'UE      | 2021   |
| Géorgie            | Lelo pour la Géorgie                                   | 2 / 150       |               | Pas dans l'UE      | 2022   |
| Hongrie            | Parti libéral hongrois (MLP)                           | 0 / 199       |               | 0 / 21             | 2013   |
| Hongrie            | Mouvement Momentum                                     | 10 / 199      |               | 2 / 21             | 2018   |
| Islande            | Parti de la réforme (C)                                | 11 / 63       |               | Pas dans l'UE      | 2019   |
| Irlande            | Fianna Fáil (FF)                                       | 48 / 174      | 19 / 60       | 4 / 14             | 2009   |
| Italie             | Radicaux italiens (RI)                                 | 1 / 400       | 0 / 205       | 0 / 73             | 2004   |
| Italie             | +Europa (+E)                                           | 2 / 400       | 0 / 205       | 0 / 73             | 2019   |
| Italie             | Team K (TK)                                            | 0 / 400       | 0 / 205       | 0 / 73             | 2019   |
| Italie             | Action (Az)                                            | 10 / 400      | 2 / 205       | 0 / 73             | 2023   |
| Kosovo             | Parti démocratique du Kosovo (PDK)                     | 24 / 120      |               | Pas dans l'UE      | 2022   |
| Lettonie           | Mouvement Pour !                                       | 0 / 100       |               | 0 / 8              | 2019   |
| Lettonie           | Développement letton (LA)                              | 0 / 100       |               | 1 / 8              | 2013   |
| Lituanie           | Mouvement libéral de la République de Lituanie (LRLS)  | 12 / 141      |               | 1 / 11             | 2006   |
| Lituanie           | Parti de la liberté (LP)                               | 0 / 141       |               | 1 / 11             | 2019   |
| Luxembourg         | Parti démocratique (DP)                                | 14 / 60       |               | 1 / 6              | 1976   |
| Macédoine du Nord  | Parti libéral-démocrate (LD)                           | 2 / 120       |               | Pas dans l'UE      | 2016   |
| Monténégro         | Parti libéral du Monténégro (LP)                       | 0 / 81        |               | Pas dans l'UE      | 2014   |
| Norvège            | Venstre (V)                                            | 8 / 169       |               | Pas dans l'UE      | 2000   |
| Pays-Bas           | Démocrates 66 (D66)                                    | 9 / 150       | 5 / 75        | 1 / 29             | 1994   |
| Pays-Bas           | Parti populaire pour la liberté et la démocratie (VVD) | 24 / 150      | 10 / 75       | 5 / 29             | 1976   |
| Pologne            | .Moderne                                               | 10 / 460      | 0 / 100       | 0 / 53             | 2016   |
| Portugal           | Initiative libérale (IL)                               | 9 / 230       |               | 2 / 21             | 2017   |
| Roumanie           | Union sauvez la Roumanie (USR)                         | 40 / 330      | 19 / 136      | 2 / 33             | 2019   |
| Royaume-Uni        | Libéraux-démocrates                                    | 72 / 650      | 79 / 786      | Pas dans l'UE      | 1988   |
| Slovaquie          | Slovaquie progressiste (PS)                            | 33 / 150      |               | 6 / 15             | 2018   |
| Slovénie           | Mouvement pour la liberté (GS)                         | 39 / 90       |               | 2 / 9              | 2025   |
| Suède              | Parti du centre (C)                                    | 24 / 349      |               | 2 / 21             | 2000   |
| Suède              | Les Libéraux (L)                                       | 16 / 349      |               | 1 / 21             | 1991   |
| Suisse             | Parti libéral-radical (PLR)                            | 28 / 200      | 11 / 46       | Pas dans l'UE      | 1993   |
| Suisse             | Vert'libéraux (PVL)                                    | 10 / 200      | 1 / 46        | Pas dans l'UE      | 2019   |
| Ukraine            | Parti européen d'Ukraine                               | 0 / 450       |               | Pas dans l'UE      | 2013   |
| Ukraine            | Voix                                                   | 20 / 450      |               | Pas dans l'UE      | 2020   |
| Ukraine            | Serviteur du peuple                                    | 236 / 450     |               | Pas dans l'UE      | 2022   |

### Partis et mouvements associés
| Pays               | Parti                                            | Chambre basse | Chambre haute | Parlement européen | Depuis |
| ------------------ | ------------------------------------------------ | ------------- | ------------- | ------------------ | ------ |
| Arménie            | Congrès national arménien (HAK)                  | 0 / 107       |               | Pas dans l'UE      | 2016   |
| Arménie            | Arménie lumineuse                                | 0 / 107       |               | Pas dans l'UE      | 2019   |
| Azerbaïdjan        | Müsavat                                          | 0 / 125       |               | Pas dans l'UE      | 2007   |
| Biélorussie        | Parti de la liberté et du progrès (PSP)          | 0 / 110       | 0 / 64        | Pas dans l'UE      | 2013   |
| Bosnie-Herzégovine | Parti libéral-démocrate de Bosnie-et-Herzégovine | 0 / 42        | 0 / 15        | Pas dans l'UE      | 2017   |
| Croatie            | Parti social-libéral croate (HSLS)               | 2 / 151       |               | 0 / 12             | 1994   |
| Croatie            | Alliance civique libérale (Glas)                 | 1 / 151       |               | 0 / 12             | 2017   |
| Géorgie            | Notre Géorgie - Démocrates libres                | 0 / 150       |               | Pas dans l'UE      | 2012   |
| Géorgie            | Parti républicain                                | 2 / 150       |               | Pas dans l'UE      | 2007   |
| Géorgie            | Girchi - Plus de liberté                         | 0 / 150       |               | Pas dans l'UE      | 2022   |
| Gibraltar          | Parti libéral de Gibraltar (LPG)                 | 3 / 17        |               | Pas dans l'UE      | 2015   |
| Italie             | Team Köllensperger (TK)                          | 0 / 630       | 1 / 320       | 0 / 76             | 2019   |
| Lituanie           | Parti de la liberté (Lituanie)                   | 11 / 141      |               | 0 / 11             | 2019   |
| Moldavie           | Parti libéral (PL)                               | 0 / 101       |               | Pas dans l'UE      | 2010   |
| Royaume-Uni        | Parti de l'Alliance d'Irlande du Nord            | 1 / 650       | 0 / 789       | Pas dans l'UE      | 2018   |
| Russie             | Parti de la liberté du peuple                    | 0 / 450       | 0 / 170       | Pas dans l'UE      | 2008   |
| Slovénie           | Parti d'Alenka Bratušek (SAB)                    | 5 / 90        |               | 0 / 8              | 2014   |
| Ukraine            | Position citoyenne                               | 0 / 450       |               | Pas dans l'UE      | 2016   |
| Ukraine            | Syla Lyudey                                      | 0 / 450       |               | Pas dans l'UE      | 2018   |

### Anciens partis membres
- Bulgarie
  - Mouvement national pour la stabilité et le progrès (NDSV)
- Espagne
  - Centre démocrate libéral (CDL, 2006-2014)
  - Parti démocrate européen catalan (anciennement Convergence démocratique de Catalogne, exclu en octobre 2018)
- Italie
  - Mouvement des républicains européens (MRE, Movimento Repubblicani Europei, disparu en 2011)
  - Italie des valeurs (IdV, Italia dei Valori), jusqu’en 2014
- Finlande
  - Centre ålandais (C)
- Grèce
  - Drassi
- Lituanie
  - Union centriste et libérale (LiCS, Liberalų ir centro sąjunga)
- Macédoine du Nord
  - Parti libéral de Macédoine (LPM, Либерална партија на Македонија (Liberalna partija na Makedonije))
- Pologne
  - Parti démocrate - demokraci.pl (PD, Partia Demokratyczna)[8]
- Portugal
  - Parti de la Terre (MPT, Partido da Terra)
- République tchèque
  - Ordre de la nation (LD, Liberalni Demokrate)
- Roumanie
  - Parti national libéral (PNL, Partidul National Liberal) (jusqu'en 2014)
  - Alliance des libéraux et démocrates (ALDE, Alianța Liberalilor și Democraților, jusqu'en 2019)
- Slovaquie
  - Liberté et solidarité (SaS, Sloboda a Solidarita)
- Slovénie
  - Démocratie libérale slovène (LDS, Liberalna Demokracija Slovenije)
  - Liste civique (DL, Drzavljanska Lista)
  - Réel - Les sociaux-libéraux (Zares - socialno liberalni)

### Membres individuels
ALDE comprend également un certain nombre de membres individuels. Pendant de nombreuses années, l'ADLE a eu le plus grand nombre de membres individuels de tous les partis européens ; cependant, cette adhésion a été interrompue et il ne restera plus qu'un seul membre individuel à partir de 2024. Comme la plupart des autres partis européens, il n'a pas cherché à développer une adhésion individuelle de masse.
Le graphique ci-dessous montre l'évolution des membres individuels d'ALDE depuis 2019.
Membres individuelsMembres individuels des partis politiques européens010002000300040005000201920202021202220232024ALDE

## Représentation dans les institutions de l'Union européenne

### Représentation au sein des institutions européennes
| Organisation        | Institution                                        | Nombre de sièges |
| ------------------- | -------------------------------------------------- | ---------------- |
| Union européenne    | Parlement européen                                 | 49 / 720         |
| Union européenne    | Commission européenne                              | 5 / 27           |
| Union européenne    | Conseil européen (chefs d'État ou de gouvernement) | 3 / 27           |
| Union européenne    | Conseil de l'UE (ministres)                        |                  |
| Union européenne    | Comité européen des régions                        | 44 / 329         |
| Conseil de l'Europe | Assemblée parlementaire (dans le groupe ALDE-PACE) | 88 / 612         |

### Conseil européen

Affiliation partisane des membres du Conseil européen.
PPE
ALDE
PSE
ACRE
Peu
Autre

L'ALDE est le troisième parti le plus représenté au Conseil européen avec deux chefs d'État ou de gouvernement, derrière le Parti populaire européen (onze membres + la présidente de la commission) et le Parti socialiste européen (quatre membres).
| Membre         | Photo          | État membre | Titre            | Membre depuis   |
| -------------- | -------------- | ----------- | ---------------- | --------------- |
| Kristen Michal | Kristen Michal | Estonie     | Premier ministre | 23 juillet 2024 |
| Micheál Martin | Micheál Martin | Irlande     | Premier ministre | 23 janvier 2025 |

### Parlement européen
Les députés de l'ALDE siègent au Parlement européen dans un groupe commun avec le Parti démocrate européen. Ce groupe compte 77 membres, dont 51 sont membres du parti de l'ALDE. Le groupe est présidé par Valérie Hayer, députée européenne (Renaissance).

### Commission européenne
L'ALDE compte 4 commissaires sur les 27 membres de la Commission von der Leyen. Il y est le troisième parti politique représenté, derrière le PPE et le PSE.
| Commissaire        | Photo              | Portefeuilles                                                        | État membre        | Parti politique national |
| ------------------ | ------------------ | -------------------------------------------------------------------- | ------------------ | ------------------------ |
| Věra Jourová       | Věra Jourová       | Vice-présidente exécutive pour les Valeurs et la Transparence        | République tchèque | ANO 2011                 |
| Didier Reynders    | Didier Reynders    | Justice                                                              | Belgique           | Mouvement réformateur    |
| Kadri Simson       | Kadri Simson       | Énergie                                                              | Estonie            | Parti du centre          |
| Margrethe Vestager | Margrethe Vestager | Vice-présidente exécutive pour une Europe préparée à l'ère numérique | Danemark           | Parti social-libéral     |

### Comité européen des régions
Au Comité européen des régions, le groupe de l'ALDE compte 45 membres sur 350. Le groupe est présidé par Bart Somers, bourgmestre (OpenVld) de Malines en Belgique.

## Représentation au sein du Conseil de l'Europe

### Assemblée parlementaire
L'ALDE possède un groupe de 92 membres à l'Assemblée parlementaire du Conseil de l'Europe. Il est présidé par Jacques Maire, député français (LREM).

### Congrès des pouvoirs locaux et régionaux
Au sein du CPLR du Conseil de l'Europe, les membres de l'ALDE siègent au sein du Groupe indépendant et libéral démocratique (GILD) qui compte 103 membres (sur 648) et est présidé par Marc Cools, premier échevin (MR) d'Uccle en Belgique.

## Présidents
- Gaston Thorn (1978-1981)
- Willy De Clercq (1981-1985)
- Colette Flesch (1985-1990)
- Willy De Clercq (1990-1995)
- Uffe Ellemann-Jensen (1995-2000)
- Werner Hoyer (2000-2005)

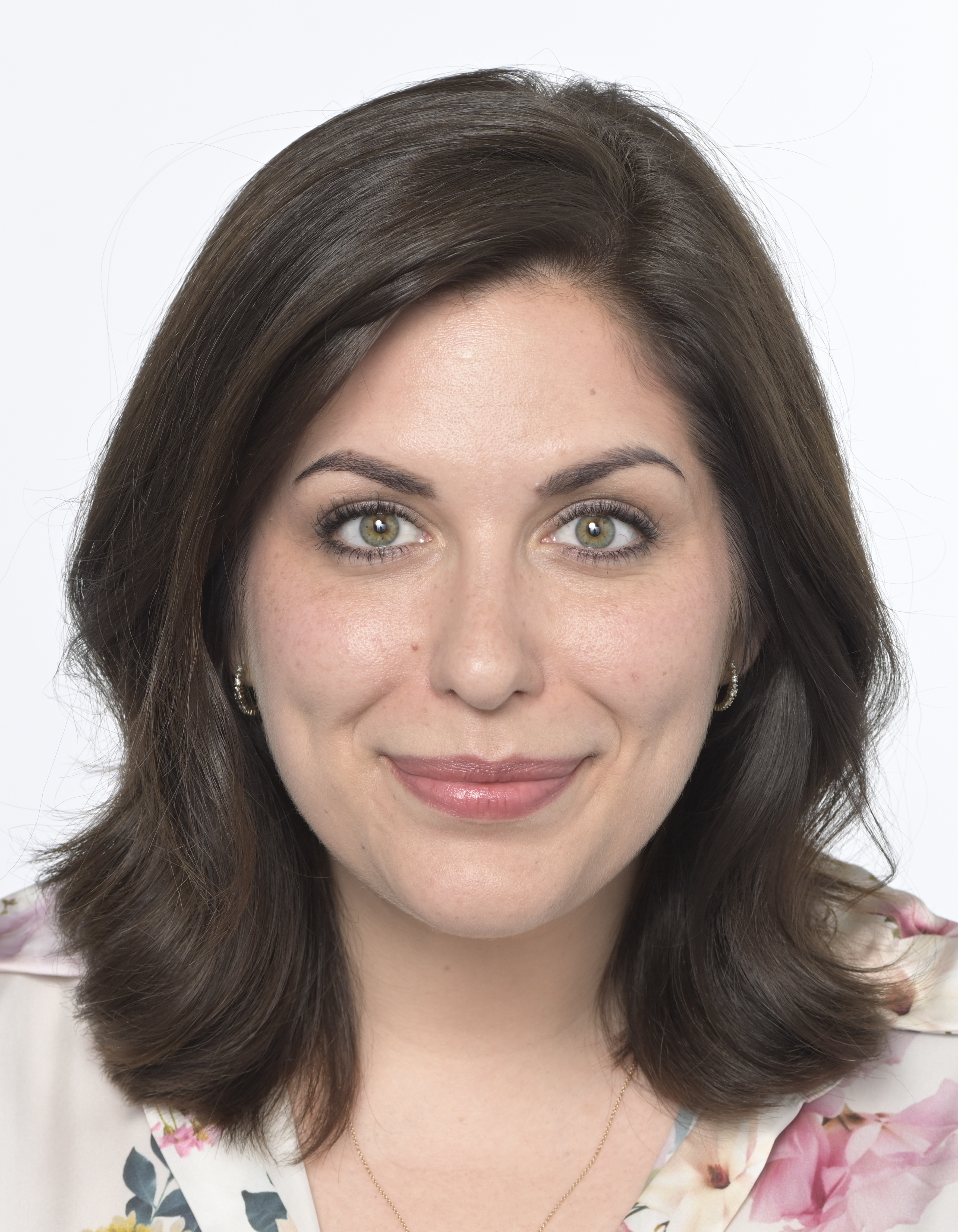
Svenja Hahn, présidente du parti de l'ALDE depuis 2024.

- Annemie Neyts-Uyttebroeck (2005-2011)
- Graham Watson (2011-2015)
- Hans van Baalen (2015-2021)
- Timmy Dooley et Ilhan Kyuchyuk (co-présidents, 2021-2024)
- Svenja Hahn (depuis 2024)

## Financements privés et groupes d'intérêt
Selon le journal Le Monde, l'ALDE reçoit d'importants financements de la part des entreprises multinationales Bayer, Uber, Google ou encore du géant suisse des pesticides Syngenta. Pour la seule année 2018, le parti centriste libéral reçoit 122 000 euros de la part de huit multinationales et lobbies. Celles-ci ont payé un droit d’entrée compris entre 7 000 et 18 000 euros pour pouvoir intervenir lors du congrès annuel du parti, organisé à Madrid en novembre 2018, ou lors de colloques. On trouve des représentants de Bayer et de Walt Disney lors d'un débat sur « l’avenir du commerce, des investissements et de l’innovation » ou encore des représentants de Uber et Stuart dans une table ronde sur « la flexibilité et le futur du travail ». Le directeur général du lobby de l’agroalimentaire FoodDrinkEurope donne égaldement son avis sur « le marché unique après 2019 ».
Après la mise en garde de La République en marche (LREM), son probable allié français au Parlement de Strasbourg aux élections européennes de mai 2019, et à la suite de l'accusation du Rassemblement national de Marine Le Pen d'avoir reçu de l'argent de Bayer-Monsanto, vendeur du Glyphosate, un herbicide contesté, l'ALDE a annoncé, le 12 mars 2019, qu’il renonçait au sponsoring d'entreprises privées pour financer l’organisation de ses congrès.